# 卡利亞烏帕齊拉
卡利亞是孟加拉國的一個烏帕齊拉，位於庫爾納專區的諾拉爾縣。卡利亞塔納於1866年建立，後於1984年轉為烏帕齊拉。

## 地理
卡利亞烏帕齊拉方圓301.32平方（116.34平方英里）。其北鄰洛哈戈拉烏帕齊拉，東接達卡專區，南部接壤巴盖尔哈德县、庫爾納縣，西南、西北分別毗鄰杰索尔县與諾拉爾沙達爾烏帕齊拉。納巴甘加河流經其南部。

## 人口
據2011年孟加拉國人口普查，卡利亞共有戶數48579戶，人口220202人，其中16.3%居民居於城區，5歲以下人口佔比10.8%。該地7歲以上人口之平均識字率為55.3%，略高於全國平均值51.8%。。